# Persone di nome Luigi/Vescovi cattolici
| Questa pagina contiene informazioni ricavate automaticamente dalle voci biografiche con l'ausilio del template Bio e di un bot. L'aggiornamento è periodico e automatico e ricostruisce completamente la pagina. Se manca una persona in questa lista, sei pregato di non aggiungerla, ma accertati piuttosto che la sua voce biografica contenga il template Bio e che i dati anagrafici siano correttamente compilati. Se il template Bio manca, inseriscilo tu stesso o, in alternativa, metti l'avviso {{tmp\|Bio}} che ne segnala la mancanza. Se i dati riportati sono sbagliati, correggi direttamente la voce biografica; le modifiche saranno visibili in questa lista entro pochi giorni. Per chiarimenti vedi il progetto antroponimi. La lista contiene solo le 61 persone che sono citate nell'enciclopedia e per le quali è stato implementato correttamente il template Bio. Pagina aggiornata al 6 ago 2025. |

Questa è una lista di persone presenti nell'enciclopedia che hanno il nome Luigi e sono vescovi cattolici.

## A(1)
- Luigi Antonio Arrighi de Casanova, vescovo cattolico francese (Corte, n. 1755 - Acqui, † 1809)

## B(9)
- Luigi Barbero, vescovo cattolico italiano (Foglizzo, n. 1905 - Vigevano, † 1971)
- Luigi Belloli, vescovo cattolico italiano (Inveruno, n. 1923 - Inveruno, † 2011)
- Luigi Bettazzi, vescovo cattolico italiano (Treviso, n. 1923 - Albiano d'Ivrea, † 2023)
- Luigi Boccadoro, vescovo cattolico italiano (Vado Ligure, n. 1911 - Montefiascone, † 1998)
- Luigi Bongianino, vescovo cattolico italiano (Borgo d'Ale, n. 1919 - Tortona, † 2003)
- Luigi di Borbone, vescovo cattolico francese (n. 1438 - Liegi, † 1482)
- Luigi Carlo Borromeo, vescovo cattolico italiano (Graffignana, n. 1893 - Pavia, † 1975)
- Luigi Boschi, vescovo cattolico italiano (Montesanto, n. 1853 - Ripatransone, † 1924)
- Luigi Bruschetti, vescovo cattolico italiano (Cingoli, n. 1826 - Cingoli, † 1881)

## C(6)
- Luigi Cammarata, vescovo cattolico italiano (San Cataldo, n. 1885 - † 1950)
- Luigi Antonio Cantafora, vescovo cattolico italiano (Scandale, n. 1943 - Crotone, † 2025)
- Luigi Capra, vescovo cattolico italiano (Milano, n. 1437 - † 1499)
- Luigi Caracciolo, vescovo cattolico italiano (Catania, † 1536)
- Luigi Carvelli, vescovo cattolico italiano (Petilia, n. 1816 - Mileto, † 1888)
- Luigi Cavalcanti, vescovo cattolico italiano († 1564)

## D(2)
- Luigi Dardani, vescovo cattolico italiano (Ganzanigo di Medicina, n. 1915 - Imola, † 1999)
- Luigi di Lorena, vescovo cattolico e militare francese (Bar-le-Duc, n. 1500 - Napoli, † 1528)

## F(2)
- Luigi Ferrando, vescovo cattolico e missionario italiano (Agazzano, n. 1941)
- Luigi Ferri, vescovo cattolico italiano (Fano, n. 1868 - Fano, † 1952)

## G(4)
- Luigi Giamporcaro, vescovo cattolico italiano (San Cataldo, n. 1787 - † 1854)
- Luigi Maria Grassi, vescovo cattolico italiano (Mondovì, n. 1887 - Alba, † 1948)
- Luigi Grimani, vescovo cattolico italiano (Venezia - Bergamo, † 1656)
- Luigi Guglielmi, vescovo cattolico italiano (Lissa, n. 1805 - Zara, † 1853)

## L(9)
- Luigi Giuseppe Lasagna, vescovo cattolico italiano (Montemagno, n. 1850 - Juiz de Fora, † 1895)
- Luigi Laterza, vescovo cattolico italiano (Cassano all'Ionio, n. 1784 - Crotone, † 1860)
- Luigi Maria Lembo, vescovo cattolico italiano (San Marco la Catola, n. 1806 - Crotone, † 1883)
- Luigi Lippomano, vescovo cattolico e diplomatico italiano (Venezia, n. 1496 - Roma, † 1559)
- Luigi Liverzani, vescovo cattolico italiano (Granarolo Faentino, n. 1913 - Frascati, † 1995)
- Luigi Locati, vescovo cattolico e missionario italiano (Vinzaglio, n. 1928 - Isiolo, † 2005)
- Luigi Lollino, vescovo cattolico e letterato italiano (Candia, n. 1552 - Belluno, † 1625)
- Luigi II d'Amboise, vescovo cattolico e cardinale francese (Francia, n. 1477 - Loreto, † 1511)
- Luigi I di Bar, vescovo cattolico francese (Francia - Varennes-en-Argonne, † 1430)

## M(6)
- Luigi Mansi, vescovo cattolico italiano (Cerignola, n. 1952)
- Luigi Maria Marelli, vescovo cattolico italiano (Milano, n. 1858 - Rho, † 1936)
- Luigi Mariotti, vescovo cattolico italiano (Maciano, n. 1818 - Pennabilli, † 1890)
- Luigi Marrucci, vescovo cattolico italiano (Montescudaio, n. 1945 - Civitavecchia, † 2023)
- Luigi Martella, vescovo cattolico italiano (Depressa, n. 1948 - Molfetta, † 2015)
- Luigi Morstabilini, vescovo cattolico italiano (Gromo, n. 1907 - Scanzorosciate, † 1989)

## N(1)
- Luigi Nicora, vescovo cattolico italiano (Milano, n. 1829 - Milano, † 1890)

## O(1)
- Luigi Maria Olivares, vescovo cattolico italiano (Corbetta, n. 1873 - Pordenone, † 1943)

## R(3)
- Luigi Reggianini, vescovo cattolico italiano (Modena, n. 1775 - Modena, † 1847)
- Luigi Renzo, vescovo cattolico italiano (Campana, n. 1947)
- Luigi Ruzzini, vescovo cattolico italiano (Venezia, n. 1658 - Bergamo, † 1708)

## S(4)
- Luigi Scalabrini, vescovo cattolico italiano (Trapani, n. 1767 - Mazara del Vallo, † 1842)
- Luigi Antonio Secco, vescovo cattolico e missionario italiano (Piazzola sul Brenta, n. 1947)
- Luigi Sodo, vescovo cattolico italiano (Napoli, n. 1811 - Cerreto Sannita, † 1895)
- Luigi Spandre, vescovo cattolico italiano (Caselle Torinese, n. 1853 - Asti, † 1932)

## T(3)
- Luigi Tasso, vescovo cattolico italiano (Bergamo, n. 1468 - Redona, † 1520)
- Luigi Testore, vescovo cattolico italiano (Costigliole d'Asti, n. 1952)
- Luigi Tosi, vescovo cattolico italiano (Busto Arsizio, n. 1763 - Pavia, † 1845)

## V(1)
- Luigi Versiglia, vescovo cattolico italiano (Oliva Gessi, n. 1873 - Litouzui, † 1930)

## Z(1)
- Luigi Zuppani, vescovo cattolico italiano (Sedico, n. 1750 - Belluno, † 1841)